# BPMD
BPMD ist eine US-amerikanische Heavy-Metal-Supergroup, die 2019 gegründet wurde. Ihr Debütalbum, American Made, wurde 2020 veröffentlicht und enthält Coverversionen bekannter US-Rockbands der 1970er Jahre.

## Geschichte
Die Band geht auf eine Idee des Bassisten Mark Menghi zurück, der eines Tages an einem Lagerfeuer saß und Lieder von Lynyrd Skynyrd hörte und dieses Lied mit befreundeten Musikern neu aufnehmen wollte. Menghi holte den Overkill-Sänger Bobby „Blitz“ Ellsworth, den Gitarristen Phil Demmel (Vio-lence, ehemals Machine Head) und den Schlagzeuger Mike Portnoy (u. a. ehemals Dream Theater) mit an Bord. Der Bandname steht für Blitz, Portnoy, Menghi, Demmel. Laut Menghi wurden auch andere Optionen diskutiert, aber die Band wollte sich auf die 1970er Jahre konzentrieren, wo Buchstabenkombinationen für Projekte häufig auftraten. Als Beispiel nannte Menghi Crosby, Stills, Nash & Young, die häufig CSNY genannt wurden.
Im Sommer 2019 trafen sich die Musiker in Mike Portnoys Haus in Pennsylvania, um ein Debütalbum mit Coverversionen aufzunehmen. Jeder der vier Musiker suchte sich dabei zwei Lieder von US-amerikanischen Bands aus den 1970er Jahren aus, dazu wählten die Musiker gemeinsam noch die zwei weiteren Titel We’re an American Band von Grand Funk Railroad und Walk Away von der James Gang. Darüber hinaus fiel die Wahl auf die Bands ZZ Top, Aerosmith, Grand Funk Railroad, Blue Öyster Cult, Mountain, Cactus, Ted Nugent und Bloodrock, die im Stile des Metal neu aufgenommen wurden. Zur Promotion stellten die Musiker das Covermotiv des Van-Halen-Albums Women and Children First nach.
Im März 2020 wurde die Band von Napalm Records unter Vertrag genommen. Gleichzeitig wurde das erste Konzert für den 30. Mai in Old Bridge, New Jersey angekündigt. Das Debütalbum American Made erschien am 12. Juni 2020. In einem Interview mit dem deutschen Magazin Rock Hard erwähnte Mengi, dass die vier Musiker bereits Ideen für ein ähnliches Album mit Bands aus dem Vereinigten Königreich und Deutschland hätte.

## Diskografie

### Album
- 2020: American Made

### Musikvideo
- 2020: Toys in the Attic
- 2020: Evil
- 2020: We’re an American Band